# Caspar August Neuhaus

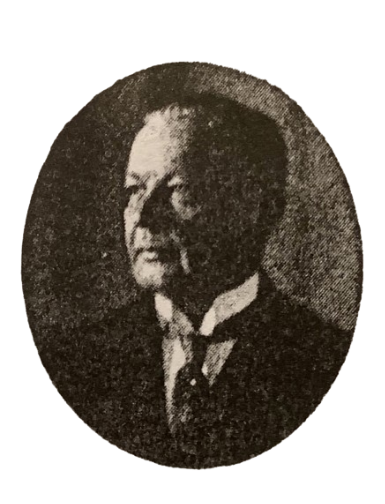
Das Todesbild von Caspar August Neuhaus von 1926.

Caspar August Neuhaus (* 23. Oktober 1860 in Welschen Ennest; † 12. Mai 1926 in Karlsbad) war Zigarrenfabrikant und Mitglied des Deutschen Reichstags.

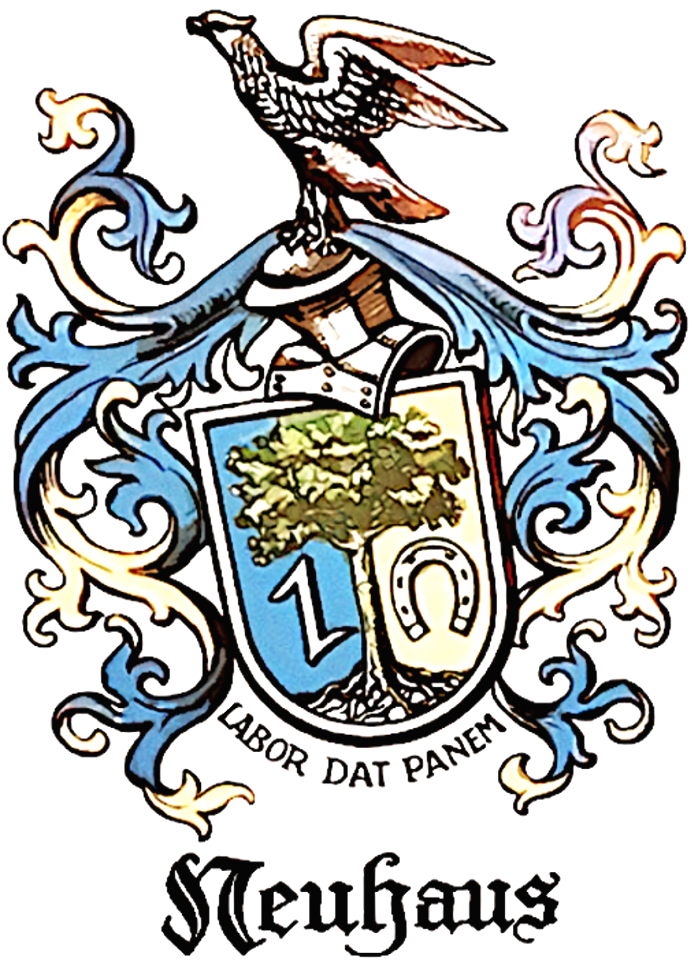
Wappen der Familie Neuhaus aus Welschen Ennest

## Leben
Neuhaus stammte aus einer Familie aus dem Sauerland. Er besuchte die Volksschule in Welschen Ennest, die Rektoratschule in Olpe und das Realgymnasium in Münster. Er absolvierte eine kaufmännische und fachliche Ausbildung für acht Jahre im In- und Ausland. Später betrieb er eine Zigarrenfabrik (August Neuhaus & Cie.) in Schwetzingen und mehreren Landorten und eine Zigarettenfabrik in Dresden. Ab 1898 war er Gemeinderat, ab 1895 Mitglied der Handelskammer Mannheim, ab 1901 Abgeordneter der II. badischen Kammer und ab 1903 Mitglied des badischen Eisenbahnrats. 1894 ließ er die Villa Neuhaus in Schwetzingen errichten.
Von 1913 bis 1918 war er Mitglied des Deutschen Reichstags für den Wahlkreis Baden 8 (Rastatt, Bühl, Baden-Baden) und die Deutsche Zentrumspartei. Am 4. Juni 1919 wurde die August-Neuhaus-Straße in Schwetzingen nach ihm benannt.
Sein Sohn Alfred Hugo Neuhaus (1891–1961) leitete nach Caspar Augusts Tode das Unternehmen. Seine Enkel waren Alfred Hubertus und Peter Neuhaus, die ab 1961 die Leitung der August Neuhaus & Cie. Zigarrenfabrik übernahmen. Alfred Hubertus war von 1976 bis 1983 Mitglied des Deutschen Bundestages.